# Cyrtodactylus gubernatoris
Cyrtodactylus gubernatoris là một loài thằn lằn trong họ Gekkonidae. Loài này được Annandale mô tả khoa học đầu tiên năm 1913.